# Anja Renfordt
Anja Renfordt (* 1980 in Meinerzhagen) ist eine deutsche Kickboxerin.
Renfordt war sechsmal Weltmeisterin im Kickboxen, 2003 im Leichtkontakt und im Vollkontakt über 70 kg 2005 im Vollkontakt in der Klasse 66 kg und im Leichtkontakt. Außerdem war sie 2002 Europameisterin im Kickboxen in der Disziplin Vollkontakt in der Klasse über 70 kg. Nach einer mehrjährigen Auszeit kehrte sie 2011 in den Sport zurück und siegte im Dezember 2011 bei der WAKO-Weltmeisterschaft in Dublin gegen die Russin Anna Gladkikh im Finale und erlangte somit ihren sechsten Weltmeistertitel.
Renfordt ist Diabetikerin vom Typ 1 und arbeitet heute als Physiotherapeutin, Personaltrainerin und Kampfsportlehrerin.